# Зарасайський район
Зарасайський район (лит. Zarasų rajono savivaldybė) — муніципалітет районного рівня на північному сході Литви, що знаходиться у Утенському повіті. Адміністративний центр — місто Зарасай.

## Населені пункти
Район включає 10 староств:
- Анталептське (лит. Antalieptės seniūnija; Анталепте)
- Антазавеське (лит. Antazavės seniūnija; Антазаве)
- Дегучяйське (лит. Degučių seniūnija; Дегучяй)
- Дусетське (лит. Dusetų seniūnija; Дусетос)
- Імбрадське (лит. Imbrado seniūnija; Імбрадас)
- Салакаське (лит. Salako seniūnija; Салакас)
- Сувекаське (лит. Suvieko seniūnija; Сувекас)
- Турмантаське (лит. Turmanto seniūnija; Турмантас)
- Зарасайське (лит. Zarasų seniūnija; Зарасай)
- Зарасайське міське (лит. Zarasų miesto seniūnija; Зарасай)

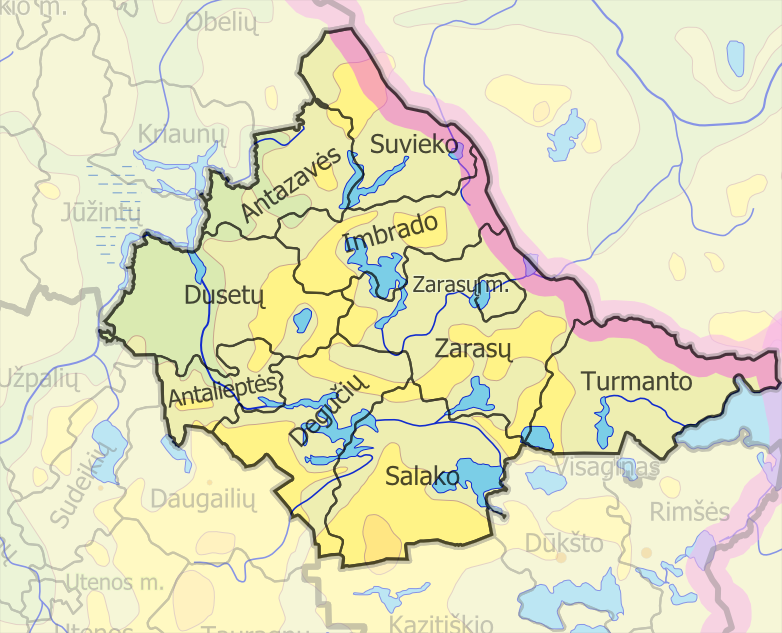
Староства Зарасайського району

Район включає 2 міста - Дусетос і Зарасай; 2 містечка - Анталепте і Турмантас; 793 села.
Чисельність населення найбільших поселень (2001):
- Зарасай - 8 365 осіб
- Ужтілте - 1 079 осіб
- Дусетос - 914 осіб
- Салакас - 604 осіб
- Димітрішкес - 470 осіб
- Антазаве - 461 осіб
- Турмантас - 397 осіб
- Авіляй - 373 осіб
- Анталепте - 359 осіб
- Дегучяй - 324 осіб

## Населення
Згідно з переписом 2011 року населення району становило 18390 осіб
Етнічний склад:
- Литовці - 72,85% (13398 осіб);
- Росіяни - 18,71% (3441 осіб);
- Поляки - 5,88% (1082 осіб);
- Білоруси - 0,95% (174 осіб);
- Українці - 0,35% (64 осіб);
- Латвійці - 0,15% (27 осіб);
- Татари - 0,1% (19 осіб);
- Інші - 1,01% (185 осіб).